# Brenham
Brenham és una població dels Estats Units a l'estat de Texas. Segons el cens del 2000 tenia 13.507 habitants.

## Demografia
Segons el cens del 2000, Brenham tenia 13.507 habitants, 4.907 habitatges, i 3.115 famílies. La densitat de població era de 595,3 habitants/km².
Dels 4.907 habitatges en un 30% hi vivien nens de menys de 18 anys, en un 45,7% hi vivien parelles casades, en un 14,2% dones solteres, i en un 36,5% no eren unitats familiars. En el 30,7% dels habitatges hi vivien persones soles el 15,4% de les quals corresponia a persones de 65 anys o més que vivien soles. El nombre mitjà de persones vivint en cada habitatge era de 2,4 i el nombre mitjà de persones que vivien en cada família era de 3,01.
Per edats la població es repartia de la següent manera: un 22,5% tenia menys de 18 anys, un 15,9% entre 18 i 24, un 24,7% entre 25 i 44, un 18,8% de 45 a 60 i un 18,2% 65 anys o més.
L'edat mediana era de 35 anys. Per cada 100 dones de 18 o més anys hi havia 86,6 homes.
La renda mediana per habitatge era de 32.198 $ i la renda mediana per família de 41.486 $. Els homes tenien una renda mediana de 31.133 $ mentre que les dones 22.152 $. La renda per capita de la població era de 15.351 $. Aproximadament el 12,8% de les famílies i el 17,7% de la població estaven per davall del llindar de pobresa.

## Poblacions més properes
El següent diagrama mostra les poblacions més properes.